# Manuel del Socorro Rodríguez

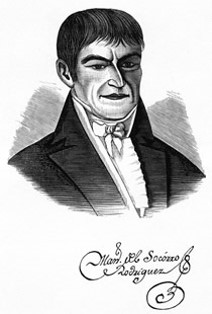
Manuel del Socorro Rodríguez

Manuel del Socorro Rodríguez de la Victoria (* 3. April 1758 in Santísimo Salvador de Bayamo, Kuba; † 3. Juni
1819 in Bogotá, Kolumbien) war ein kolumbianischer Bibliothekar, Journalist und Begründer des Zeitungswesens in Kolumbien.
Rodríguez, der als Halbwaise aufwuchs, erlernte das Handwerk der Schreinerei und Holzschnitzerei, erwarb daneben aber auch Kenntnisse in
Malerei, Kalligraphie und den Geisteswissenschaften. 1790 kam er nach Bogota und wurde dort in kürzester Zeit Bibliothekar der Königlichen
Bibliothek. Diese Stelle hatte er bis zu seinem Tode inne.
Im Folgejahr gründete er mit hochgestellten Persönlichkeiten der Stadt die literarische Gesellschaft  Tertulia Eutropélica. Hier entstand
die Idee der Gründung der ersten Zeitung Kolumbiens. Die erste Nummer der Wochenzeitschrift erschien am 9. Februar 1791, und es folgten ohne
Unterbrechung bis Anfang 1797 265 Ausgaben. Beiträge zu der Zeitschrift lieferten u. a. Antonio Nariño, Francisco Antonio Zea und
Francisco José de Caldas.
Später gründete er im Auftrag des Vizekönigs Antonio Amar y Borbón die Zeitschrift El Redactor Americana, die zwischen Ende 1806 und
1809 regelmäßig erschien. Die Gründung der Ersten Republik 1810 brachte Rodríguez in finanzielle Bedrängnis, da die neue Regierung sein ohnehin geringes Bibliothekarsgehalt nicht mehr zahlte.
Er wurde Redakteur des Zentralorgans der Junta Soprema, "Constitución Feliz", Mitglied des Colegio Electoral der Provinz
Cundinamarca und Mitarbeiter der Regierung von Antonio Nariño. Nach der Wiedereroberung durch Spanien 1816 rettete sich Rodríguez durch
ein Bekenntnis zu König Fernando VII. vor der Hinrichtung als Anhänger der Rebellion und ging bis zu seinem Tod
seiner Tätigkeit als Bibliothekar nach.